# Diga di Atatürk
La diga di Atatürk è una diga della Turchia. Si trova nella provincia di Şanlıurfa. La diga è la principale delle 22 dighe previste nel progetto dell'Anatolia del Sud-Est (in turco Güneydoğu Anadolu Projesi GAP) del governo turco.
Il lago formato dalla diga è il terzo della Turchia. Il lago ha inondato per sempre il sito archeologico romano di Samosata

## Fonti
- (EN) Sito dell'agenzia turca delle opere idrauliche, su www2.dsi.gov.tr. URL consultato l'8 agosto 2011 (archiviato dall'url originale il 29 settembre 2007).